# Jovkva
Jovkva (en ukrainien : Жовква) ou Jolkva (en russe : Жолква ; en polonais : Żółkiew ; en allemand : Zolkiew ou Scholkwa) est une ville de l'oblast de Lviv, en Ukraine, et le centre administratif du raïon de Jovkva. Sa population s'élevait à 13 852 habitants en 2022.

## Géographie
Jovkva se trouve à 25 km au nord de Lviv, traversé par la rivière Svinya. Elle se trouve sur la ligne de chemin de fer Lviv - Rava-Rouska - Varsovie.

## Histoire
Le site de Jovkva est habité depuis le XIVe siècle. En 1594 le seigneur polonais Stanisław Żółkiewski fortifia la position et construisit un château. La ville grandit alors rapidement, et au XVIIe siècle le roi Jean III Sobieski de Pologne en fit sa résidence.
De 1772 à 1918, la ville est sous le contrôle de l'empire des Habsbourg (au sein de la province de Galicie).
En 1833, le feu détruit une grande partie de la ville.
Au mois d'août 1914 les Russes occupent la ville qui est reprise par les Autrichiens au mois de mai 1915.
De novembre 1918 à juin 1919 la ville est incluse dans la République populaire d'Ukraine occidentale.
En juin 1919, elle passe sous le contrôle de la Pologne
Le 18 septembre 1939, les Allemands envahissent la ville et la quittent le 23 septembre conformément au pacte germano-soviétique. L'armée rouge entre dans la ville le 24 septembre 1939.
Le 28 juin 1941 les nazis occupent à nouveau la ville.
Avant la Seconde Guerre mondiale, les 4 500 Juifs formaient près de la moitié de la population, mais très peu survécurent à la Shoah. La plupart furent tués lors de la Shoah par balles ou déportés au ghetto de Lviv, puis exterminés au camp d'extermination de Belzec. Les nazis brûlèrent la vieille synagogue, ne laissant que les murs extérieurs. En 2000, le bâtiment fut déclaré l'un des plus « en voie de disparition » du monde par le Fonds mondial pour les monuments. Le bâtiment est toujours en ruine depuis.
En 1951, les autorités soviétiques la renommèrent Nesterov, en l'honneur de l'aviateur Piotr Nesterov, qui y réalisa la première attaque par taran — abordage volontaire en plein ciel — pendant la Première Guerre mondiale, mais y trouva la mort. La ville retrouva son nom de Jovkva en 1992.

## Patrimoine

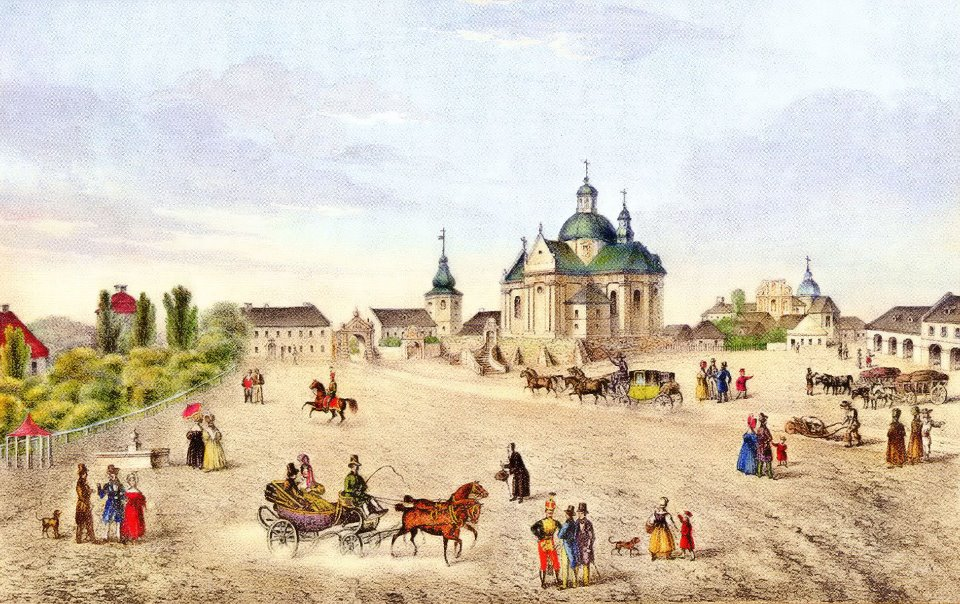
Place du marché par Karol Auer.

- Château de Jovkva (1594-1606)
- Église collégiale catholique Saint-Laurent (en), construite entre 1606 et 1618.
- Église de la Sainte-Trinité de Jovkva, construite en bois (1720)
- Basilique de Jovkva (uk) (1612)
- Synagogue (pl) (1692-1698)
- Église Saint-Lazare (uk) (1624)
- Église de la Nativité de la Sainte-Vierge (uk) (1705)

## Population
Recensements (*) ou estimations de la population :
| 1939*  | 1959* | 1970* | 1979*  | 1989*  |
| ------ | ----- | ----- | ------ | ------ |
| 10 300 | 7 731 | 9 581 | 11 032 | 12 649 |

| 2001*  | 2010   | 2011   | 2012   | 2013   |
| ------ | ------ | ------ | ------ | ------ |
| 13 474 | 13 427 | 13 455 | 13 518 | 13 594 |